# Ikorodu
Ikorodu est une ville et une zone de gouvernement local (LGA) de l'État de Lagos au Nigeria..

## Géographie

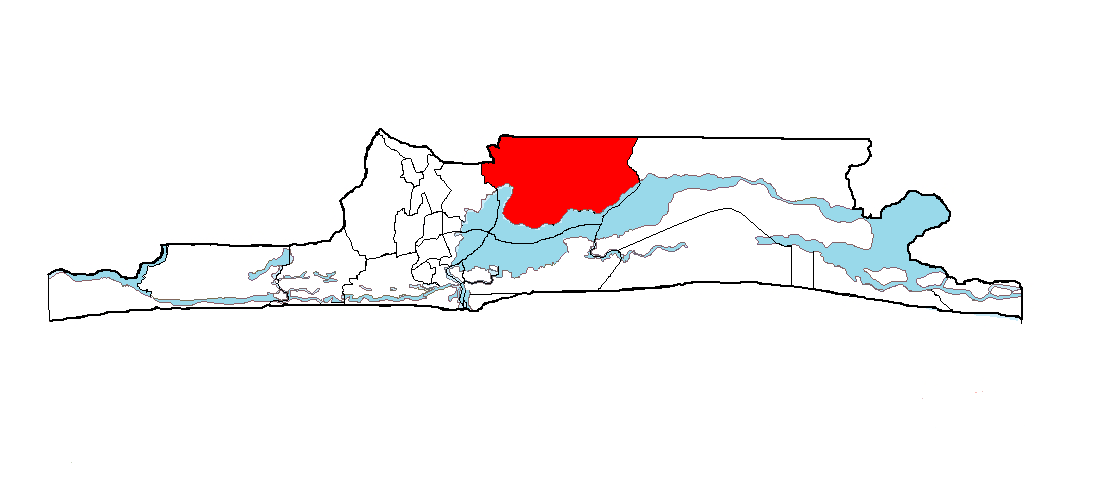
Localisation de la LGA d'Ikorodu (État de Lagos)

Située à environ 37 km au nord de Lagos, Ikorodu est délimitée au sud par le Lagos Lagoon, au nord par une frontière avec l'État d'Ogun et à l'est par une frontière avec Agbowa-Ikosi, une ville de la division d'Epe de l'État de Lagos. La ville s'est considérablement développée au cours des 40 dernières années et est divisée en seize ou dix-sept « Ituns » ou quartiers mineurs. Les principales industries de la ville sont le commerce, l'agriculture et la fabrication. Le dialecte Ijebu est largement parlé à ikorodu.
Les grandes villes voisines sont Imota, Isiu, Liadi, Egbin, Ijede, Igbogbo et Bayeku, qui constituent toutes leur propre zone de développement du conseil local avec leurs propres chefs traditionnels (Obas). Ensemble, ces zones constituent la division d'Ikorodu.
La division d'Ikorodu possède une grande zone industrielle contenant plusieurs usines. La ville d'Ikorodu elle-même abrite les succursales de plusieurs banques nigérianes établies.
Ikorodu est la partie de la banlieue de la métropole de Lagos qui connaît la croissance la plus rapide, en partie grâce à l'afflux croissant d'habitants des villes et villages environnants, attirés par la proximité de Lagos.
En 2003, le LGA d'Ikorodu a été divisé à des fins administratives en Local Council Development Areas. Ces unités administratives de niveau inférieur sont maintenant au nombre de 6 : Imota, Igbogbo/Bayeku, Ijede, Ikorodu North, Ikorodu West, Ikorodu.

## Économie

### Moulin à riz d'Imota
La rizerie d'Imota est une usine agricole. Elle a été construite en 2021 et commencera sa pleine production au deuxième trimestre de 2022,.

#### Capacité
La rizerie a une capacité de production annuelle de 2,8 millions de sacs de riz de 50 kg, tout en générant 1 500 emplois directs et 254 000 emplois indirects. Une fois achevée, conformément à l'infrastructure installée estimée de l'installation, la capacité de production de la rizerie d'Imota sera l'une des plus grandes au monde et la plus grande en Afrique subsaharienne.

#### Effet économique
Selon le gouverneur de l'État de Lagos, M. Sanwo-Olu, la pleine production de l'installation réduira considérablement les prix du riz et la pression exercée sur l'achat de cette denrée. Paradoxalement, le Nigeria produit actuellement (début 2022) du paddy (riz non décortiqué) et importe du riz décortiqué/blanchi à un prix plus élevé. Il en résulte des frais de transport inutilement élevés et des coûts liés aux intermédiaires. La transformation de l'aliment de base national qu'est le riz dans le pays devrait donc améliorer la balance commerciale du Nigeria et permettre d'économiser des frais de transport considérables.

#### Procédé technique
Dans un moulin à riz, les céréales épeautre, orge, avoine, millet et riz sont principalement décortiquées, c'est-à-dire que les enveloppes qui sont fermement attachées au grain et qui ne tombent pas lors du battage sont enlevées (décorticage). Les enveloppes sont indigestes pour l'organisme humain et auraient une influence négative sur le goût et les sensations de mastication. En outre, dans un moulin à riz, les grains de céréales décortiqués sont généralement aussi ensuite roulés (flocons d'avoine), coupés (gruaux) ou polis (riz, orge laminé). Les autres étapes de transformation possibles sont généralement identiques à celles d'un moulin à grains.

#### Environs
Le gouvernement de l'État développe également un parc industriel adjacent au moulin. Le gouverneur Sanwo-Olu a déclaré que le parc disposerait d'équipements qui permettraient aux entreprises de prospérer et d'obtenir un retour sur investissement pour les propriétaires d'entreprises.

## Religion
Les habitants de Ikorodu sont adeptes de plusieurs religions à savoir le Christianisme, Islam, et le culte des ancêtres. 

## Personnalités notables originaires d'Ikorodu
Tunde Onakoya (1994), joueur et professeur d'échecs.